# Cerkwie w Warszawie
Cerkwie w Warszawie – świątynie Kościołów wschodnich, w tym Kościoła prawosławnego i Kościoła greckokatolickiego, istniejące współcześnie i w przeszłości na terenie Warszawy.

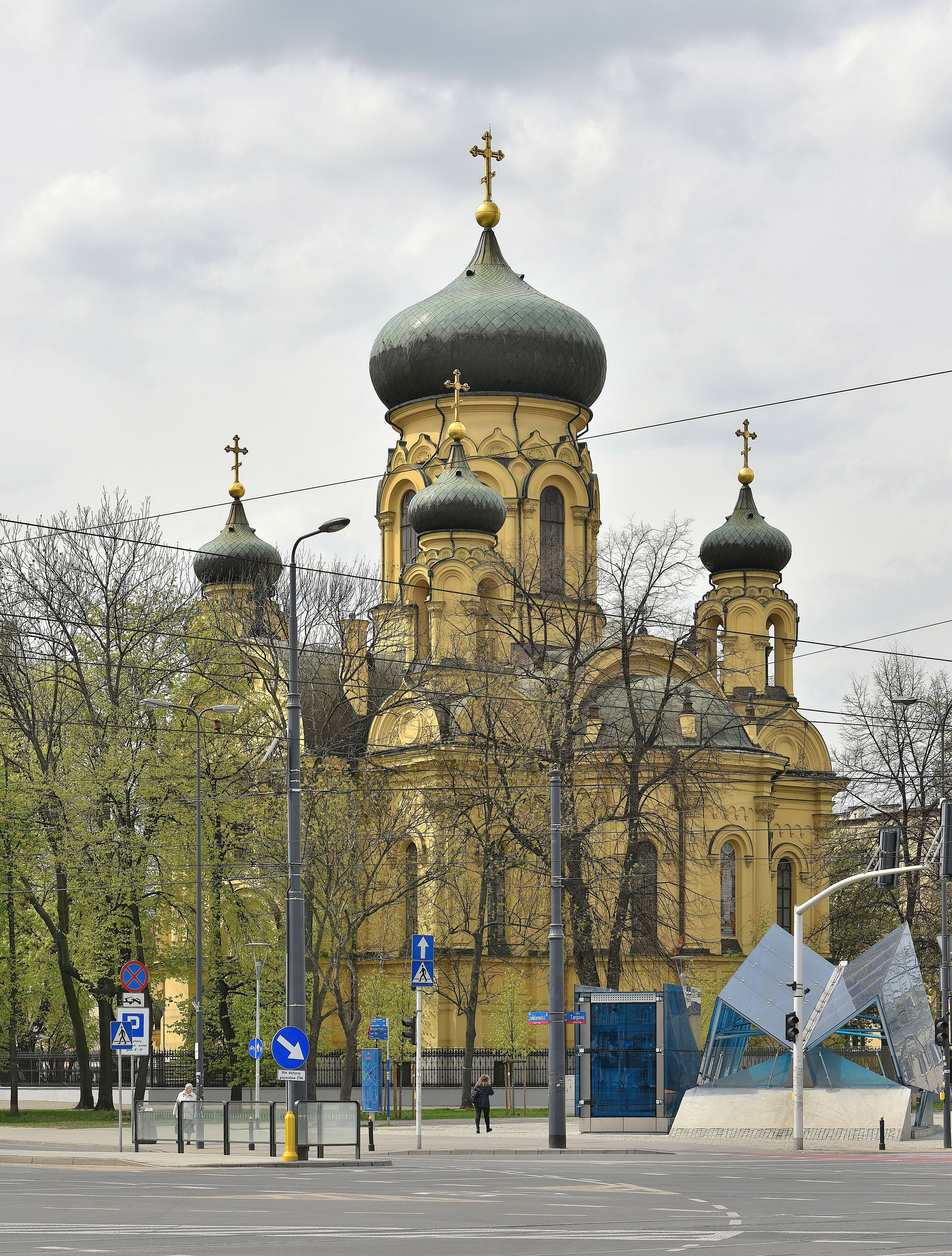
Sobór metropolitalny Świętej Równej Apostołom Marii Magdaleny

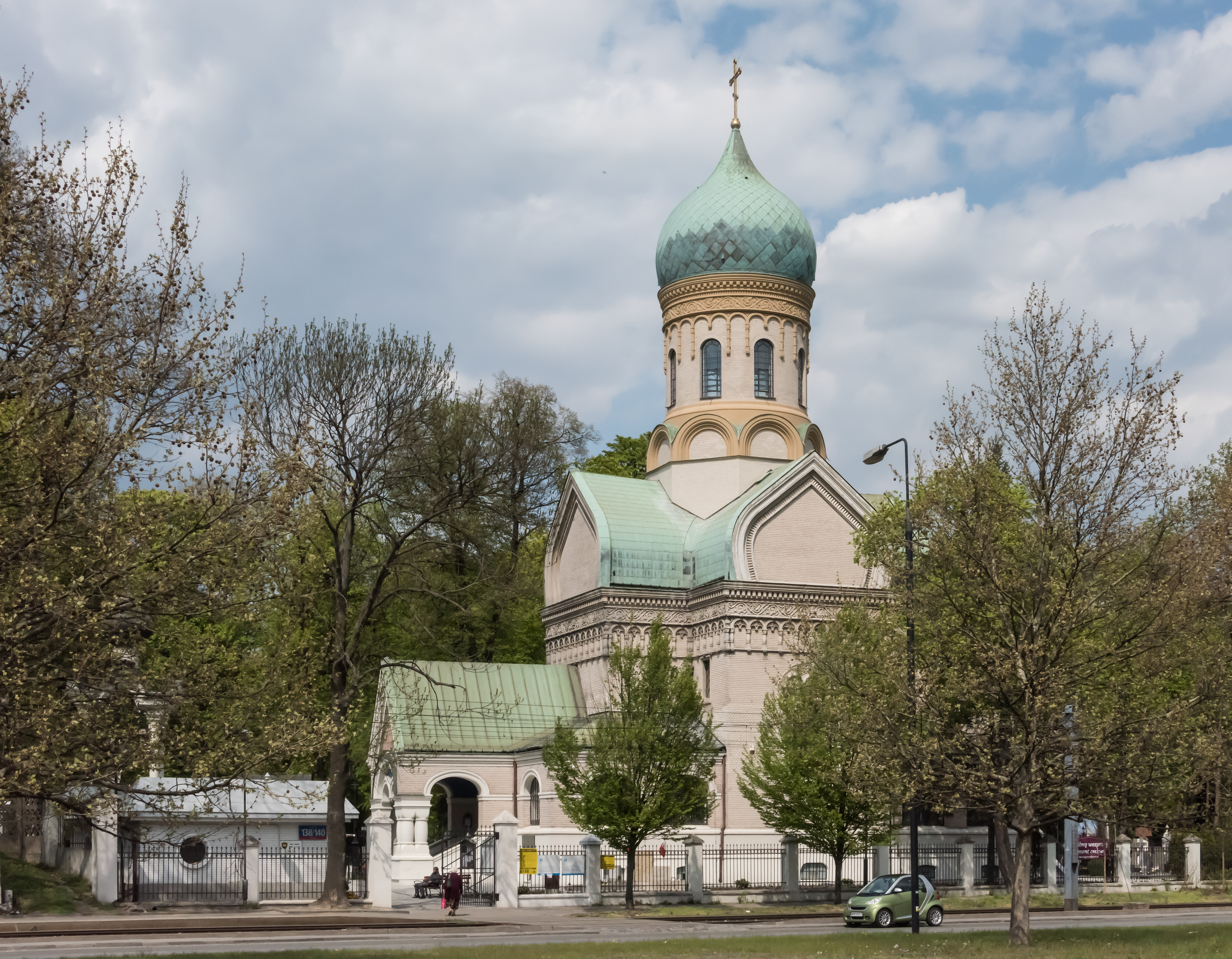
Cerkiew św. Jana Klimaka

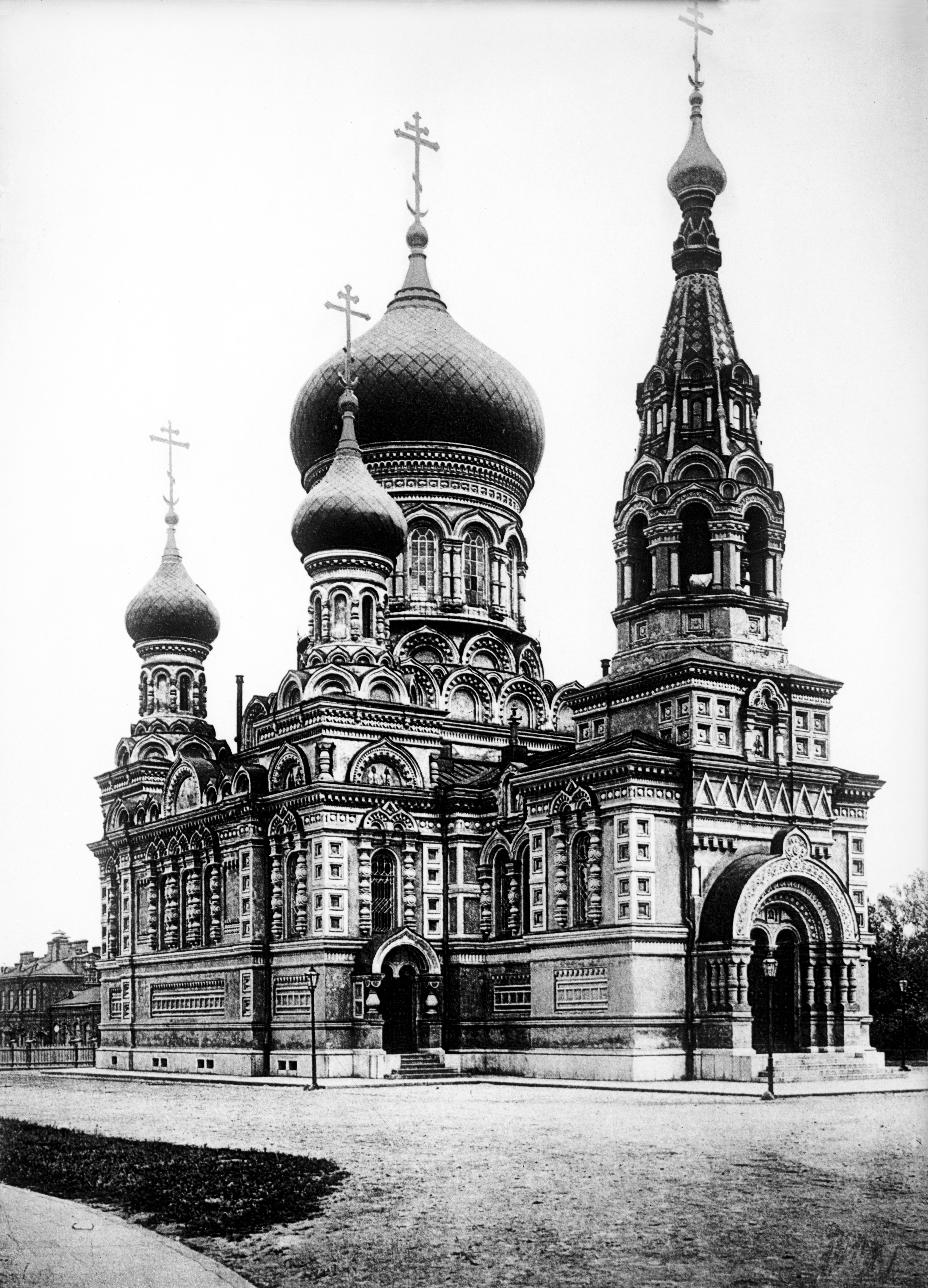
Cerkiew św. Michała Archanioła

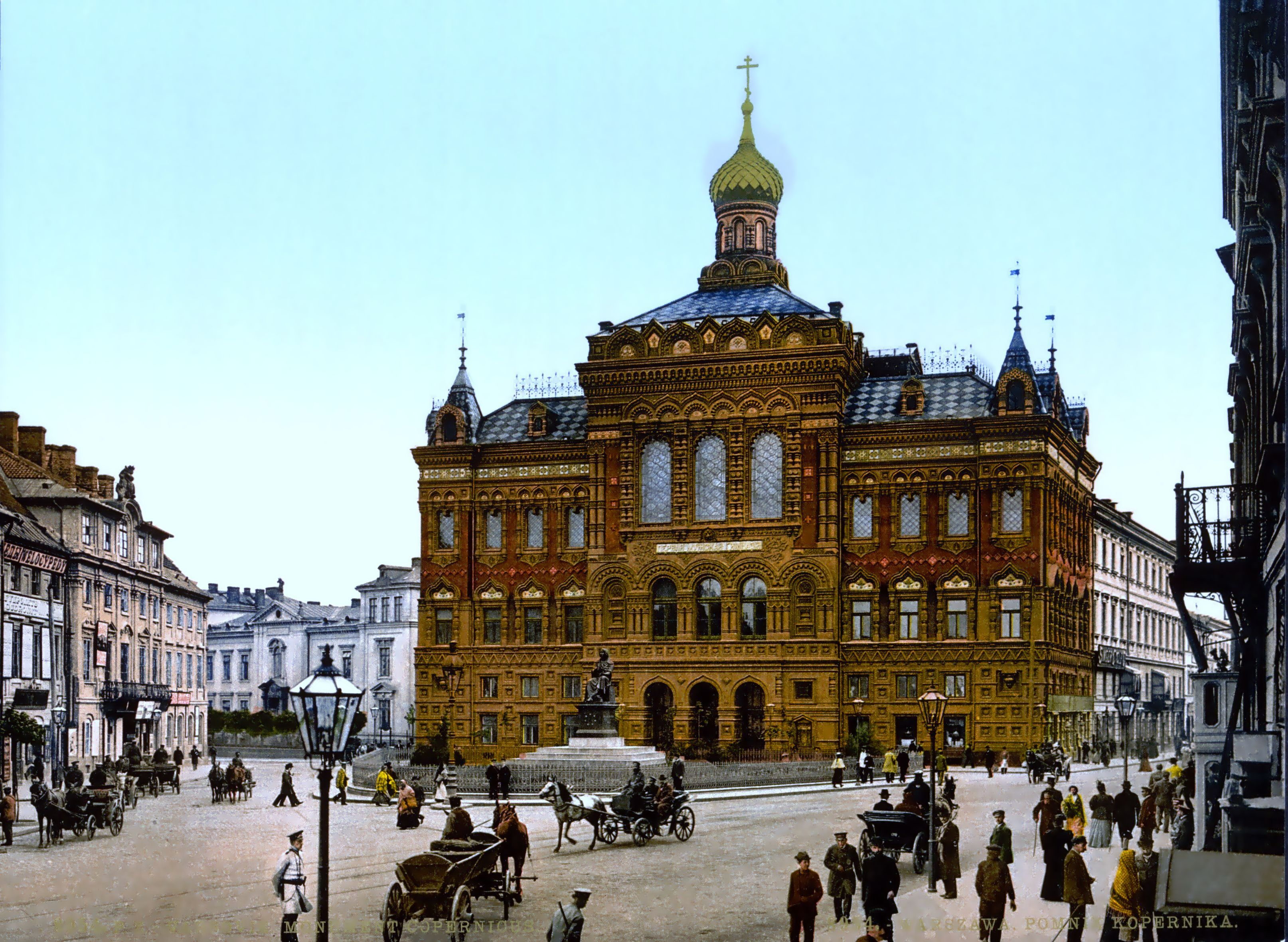
Pałac Staszica z kopułą cerkwi św. Tatiany Rzymianki

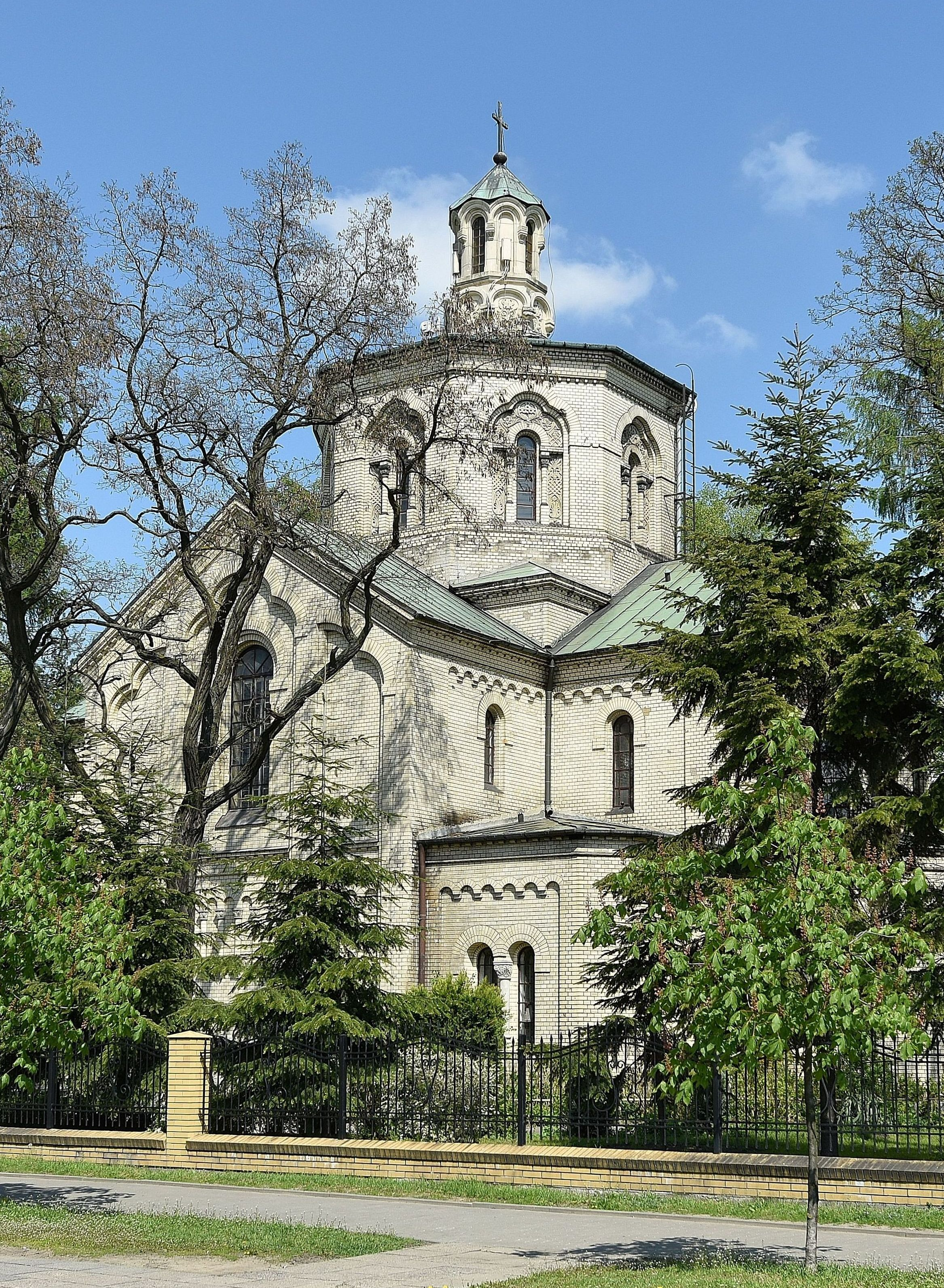
Cerkiew bł. Martyniana, obecnie katedra polskokatolicka

## Istniejące
| Cerkiew | Adres                            | Lata powstania |  |
| --- | -------------------------------- | -------------- |  |
| Sobór metropolitalny Świętej Równej Apostołom Marii Magdaleny – katedra prawosławna                                     | al. „Solidarności” 52            | 1867–1869      |  |
| Cerkiew św. Jana Klimaka – świątynia prawosławna                                                                        | ul. Wolska 140                   | 1903–1905      |  |
| Cerkiew św. Sofii Mądrości Bożej – świątynia prawosławna (w budowie)                                                    | ul. Puławska 568                 | 2015–          |  |
| Cerkiew św. Jerzego Zwycięzcy – świątynia prawosławna (wojskowa)                                                        | ul. Franciszka Hynka 2           | 2018           |  |
| Cerkiew Wprowadzenia do Świątyni Przenajświętszej Bogurodzicy – kaplica Prawosławnego Seminarium Duchownego w Warszawie | ul. Paryska 27                   | 1936           |  |
| Cerkiew Świętej Trójcy – kaplica prawosławna                                                                            | ul. Podwale 5                    | 1818           |  |
| Kaplica świętych Cyryla i Metodego – kaplica akademicka w Centrum Kultury Prawosławnej                                  | ul. Świętych Cyryla i Metodego 4 | 2012           |  |
| Kaplica św. Męczennika Archimandryty Grzegorza – kaplica prawosławna                                                    | ul. Lelechowska 5                | 2011           |  |
| Kaplica św. Michała Archanioła – kaplica w Prawosławnym Domu Metropolitalnym                                            | al. „Solidarności” 52            | 1999           |  |
| Cerkiew Zaśnięcia Najświętszej Maryi Panny – konkatedra greckokatolicka                                                 | ul. Miodowa 16                   | 1782–1784      |  |

## Nieistniejące
| Cerkiew                                   | Adres | Lata powstania       | Rok zburzenia                                                           |
| ----------------------------------------- | --- | -------------------- | ----------------------------------------------------------------------- |
| Cerkiew Matki Boskiej Nieustającej Pomocy | ul. Lindleya/ul. Oczki                                                                                   | 1900–1902            | lata 20. XX w.                                                          |
| Cerkiew św. Michała Archanioła            | Aleje Ujazdowskie 12                                                                                     | 1896–1897            | 1923                                                                    |
| Sobór św. Aleksandra Newskiego            | plac Saski                                                                                               | 1894–1912            | 1926                                                                    |
| Cerkiew św. Olgi                          | ul. 29 Listopada                                                                                         | 1867                 | ok. 1915                                                                |
| Cerkiew św. Mikołaja Cudotwórcy           | ul. Powązkowska 90                                                                                       | 1872                 | od 1922 kościół św. Jozafata (w 1967 zburzenie i budowa nowej świątyni) |
| Cerkiew Opieki Matki Bożej Pokrowska      | Al. Ujazdowskie 1/3 (Gmach Korpusu Kadetów Suworowa, obecnie siedziba Kancelarii Prezesa Rady Ministrów) | 1902                 | lata 20. XX w.                                                          |
| Cerkiew św. Tatiany Rzymianki             | ul. Nowy Świat 72 (Pałac Staszica)                                                                       | przebudowa 1892–1893 | przebudowa 1924–1926                                                    |
| Cerkiew św. Aleksandra Newskiego          | Pawilon zachodni pałacu Na Wyspie w Łazienkach Królewskich                                               | 1846                 | po 1921 kaplica rzymskokatolicka, po 1945 (1948) rozbiórka              |
| Cerkiew garnizonowa św. Jerzego Zwycięzcy | Koszary przy ul. Targowej (u zbiegu z ul. 11 Listopada)                                                  | 1896                 | ?                                                                       |
| Kaplica na Dworcu Petersburskim           | ul. Wileńska                                                                                             | 31 sierpnia 1897     | ?                                                                       |
| Kaplica św. Sergiusza z Radonieża         | ul. Stalowa 67 (warsztaty artyleryjskie)                                                                 | ok. 1900             | ?                                                                       |

## Obiekty czasowo będące cerkwiami prawosławnymi
| Obiekt                                                                                               | Wezwanie cerkwi                                  | Adres                                | Jako cerkiew w latach |
| --- | ------------------------------------------------ | ------------------------------------ | --------------------- |
| Katedra polowa Wojska Polskiego                                                                      | Sobór Najświętszej Trójcy                        | ul. Długa 13/15                      | 1834–1915             |
| Kościół Wniebowstąpienia Pańskiego                                                                   | Cerkiew Świętych Piotra i Pawła                  | ul. Puławska 2A                      | 1900–1915             |
| Kościół św. Jerzego                                                                                  | Cerkiew św. Aleksandra Newskiego                 | Cytadela Warszawska                  | 1834–1915             |
| Kościół św. Wawrzyńca                                                                                | Cerkiew Matki Boskiej Włodzimierskiej            | ul. Wolska 140A                      | 1834–1915             |
| Katedra Świętego Ducha w Warszawie                                                                   | Cerkiew św. Martyniana                           | ul. Szwoleżerów 2                    | 1906–1915             |
| Cerkiew i monaster Zaśnięcia Najświętszej Bogurodzicy i św. Jozafata biskupa i męczennika            | Cerkiew Zaśnięcia Najświętszej Marii Panny       | ul. Miodowa 16                       | 1875–1915             |
| Dom Weteranów Powstania Styczniowego 1863 r. (siedziba kurii biskupiej diecezji warszawsko-praskiej) | Kaplica Matki Boskiej Pocieszycielki Strapionych | ul. Floriańska 2                     | 1896–1915             |
| Kościół św. Rafała Kalinowskiego                                                                     | Cerkiew św. Jakuba Apostoła                      | ul. Czerwonych Beretów 3 (Rembertów) | 1896–1915             |